# Ferdinando Lanza
Ferdinando Lanza (Nocera dei Pagani, 10 aprile 1788 – Napoli, 21 maggio 1865) è stato un generale italiano, tenente generale nell'Esercito del Regno delle Due Sicilie nel corso della seconda metà del XIX secolo. Figlio del tenente Gaetano di Nocera dei Pagani, fu solo omonimo dei Lanza di Sicilia.

## Biografia
Proveniente dalla Cavalleria, solo nel 1848 fu promosso generale. La prima azione militare di rilievo, che lo vide sonoramente sconfitto malgrado la sua forte superiorità numerica, fu quella che il 9 maggio 1849 lo portò a combattere contro le truppe di Giuseppe Garibaldi davanti a Palestrina, nel quadro delle vicende connesse alla Repubblica Romana e che aveva portato i 7.000 uomini della divisione francese di Oudinot, il cui 20º battaglione di linea era stato travolto il 30 aprile 1849 in un attacco alla baionetta dai garibaldini nelle operazioni che portarono alla conquista di Villa Pamphili e di Villa Corsini (in cui Garibaldi ebbe una ferita al fianco) e quelle borboniche a difendere le sorti del Papato. Partecipò nel 1849, agli ordini di Carlo Filangieri, alla spedizione di riconquista borbonica della ribelle Sicilia dopo i moti del 1848.

### Il 1860

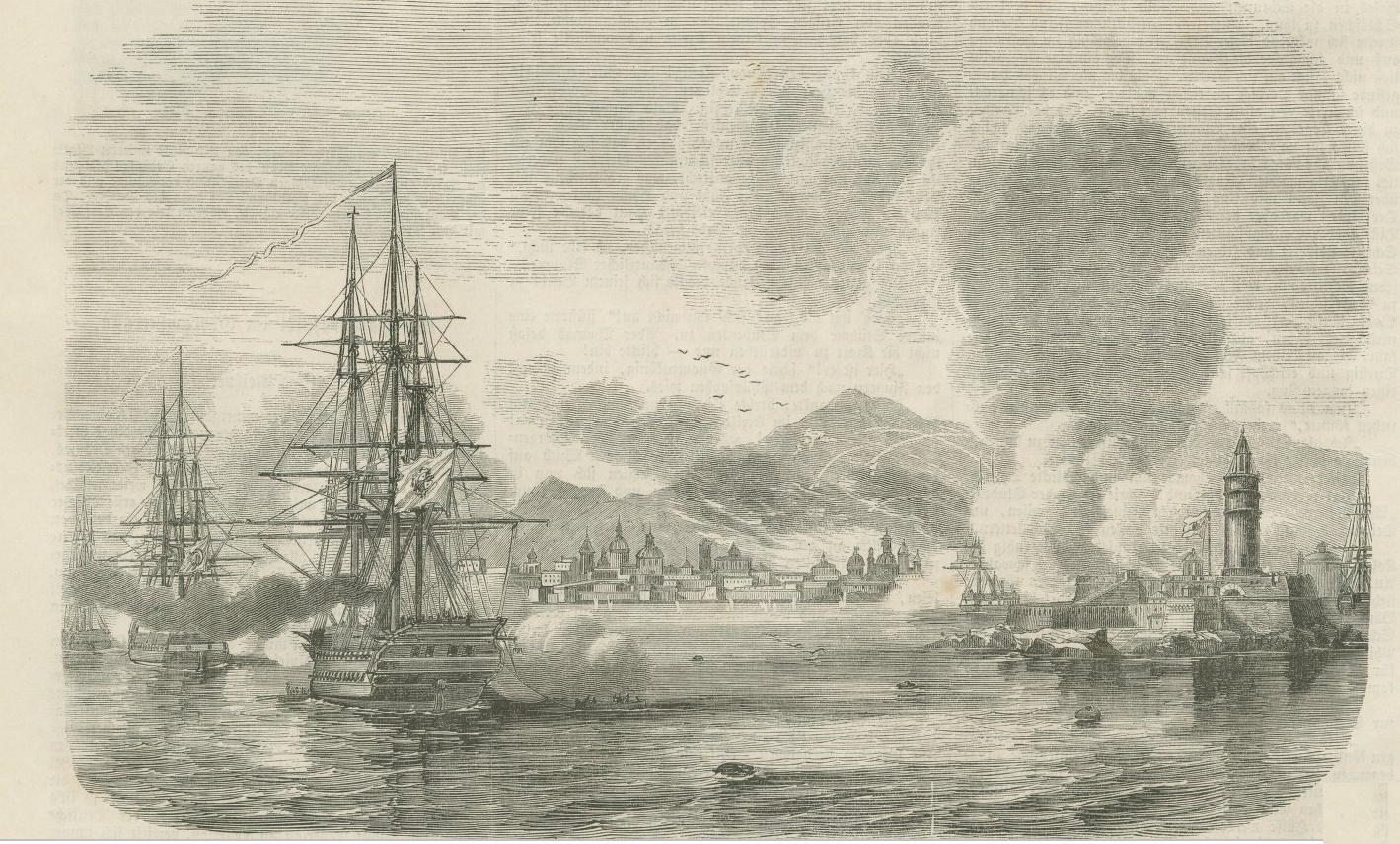
Il bombardamento di Palermo.

Fu maresciallo di campo, delegato dal Re Francesco II delle Due Sicilie, alla difesa della capitale vice-reale di Palermo nel corso dell'impresa dei Mille di Giuseppe Garibaldi. Dopo la sconfitta borbonica a Calatafimi nel maggio del 1860, fu nominato luogotenente generale di Sicilia e comandante di campo.
All'epoca, ormai settantatreenne e obeso al punto di non poter quasi cavalcare, equivocò totalmente sulla presenza alla periferia di Palermo dei garibaldini (che pensava si fossero ritirati alla volta di Corleone e si fece di conseguenza trovare del tutto impreparato al momento dell'assalto che i Mille e i picciotti siciliani portarono attraversando il Ponte dell'Ammiraglio sul fiume Oreto (così detto perché costruito in età medievale dall'ammiraglio Giorgio d'Antiochia) e la porta di Termini.
Lanza, reiterando la passata esperienza palermitana di 11 anni prima che aveva valso al re Ferdinando II di Borbone il non onorevole soprannome di "Re Bomba", ordinò allora, come aveva più volte preannunciato, che le artiglierie dei forti e della flotta bombardassero Palermo, provocando la morte di circa 600 persone e la distruzione di un gran numero di abitazioni. 
Durante il ritiro da Palermo mentre passava in rivista le sue truppe uno dei soldati gli gridò: "Eccele', guardate quanti siamo. E dobbiamo scappare accussì?" cui il generale rispose: "Statti zitto, 'mbriacone!". Dopo la fine della guerra, si recò pure a palazzo d'Angri ad ossequiare Garibaldi.